# Sue Draheim
Sue Draheimⓘ (ur. 17 sierpnia 1949 w Oakland w stanie Kalifornia, zm. 11 kwietnia 2013 w Berea w stanie Kentucky) – amerykańska skrzypaczka, której kariera rozwijała się w Stanach Zjednoczonych oraz w Wielkiej Brytanii.
Jej muzyczna kariera trwała czterdzieści lat i w tym czasie nagrała ponad 40 albumów.

Sue Draheim rozpoczęła karierę z grupą „Dr. Humbead’s New Tranquility String Band and Medicine Show”. Z tą grupą zagrała w 1968 roku na Festiwalu Muzyki Folkowej w Berkeley, Kalifornia.
Draheim mieszkała w Anglii w latach 1970-1977 i stała się tam bardzo znana. W Wielkiej Brytanii grała na skrzypcach z wybitnymi angielskimi muzykami: Johnem Renbournem, Johnem Martynem, Steve’em Ashleyem, Richardem Thompsonem, Wizzem Jonesem, i Markiem Ellingtonem.
W USA grała na skrzypcach z wieloma różnymi zespołami i muzykami: Any Old Time String Band, Gwydionem, Delta Sisters, Roryem McNamara’m, Kathy Kallick, Johnem Cohenem, Samem Chatmonem, The Golden Bough, Craicmore, Tempest, Liefem Sorbye’m, i Wayde’m Blairem.
W marcu 2013 wykryto u niej nieoperacyjny nowotwór mózgu. Zmarła miesiąc później.

## Dyskografia
- 1970 Blue Ridge Mountain Field Trip (with Mac Benford & Buddy Pendleton), Leader LEA 4012 LP[7]
- 1972 Berkeley Farms (with Dr. Humbead’s New Tranquility String Band), Folkways FA2436 LP
- 1972 Faro Annie, John Renbourn, Transatlantic MS2082 LP
- 1972 Henry The Human Fly, Richard Thompson, Carthage CGLP405 LP[8]
- 1972 Right Now, Wizz Jones, CBS 64809 LP; Columbia 493337 CD[9]
- 1972 Restoration, Marc Ellington, Philips 6308143 LP[10]
- 1973 Solid Air, John Martyn, Island ILPS 9226 LP[11]; reissued 2009[12] Universal Island Records IMCD 274/548147-2[13]
- 1974 Stroll On, Steve Ashley, Gull GU1003 LP (UK); Gull GU6-401S1 LP (US, 1975)[14]
- 1977 A Maid In Bedlam, John Renbourn Group, Transatlantic 0064.007 LP (1977); Shanachie 79004 LP (1987); Castle Music CMRCD991 CD (2004)
- 1978 Any Old Time String Band, Arhoolie 4009 LP
- 1980 Ladies Choice, Any Old Time, Bay 217 LP
- 1981 The Faerie Shaman, Gwydion (Gwydion Pendderwen), Nemeton NEM102 LP[15]
- 1981 Music From The Old Timey Hotel, The Delta Sisters, Rooster 111 LP; Ubik UB24 CD[16]
- 1984 Still Got That Look In His Eye, Rory McNamara, Kicking Mule KM323 LP[17]
- 1993 Watching The Dark, Richard Thompson, Hannibal 5303 CD
- 1994 The Young Fogies, with Dr. Humbead’s New Tranquility String Band, Rounder Select 319 CD[18] (original 1985 Heritage Records 056 LP)[19]
- 1994 The Guv’nor Vol. 1 (playing with Albion), HTD Records HTDCD23 CD; Castle Music America CMACD519 CD; Transatlantic Records TRACD323 CD[20]
- 1995 Use A Napkin (Not Your Mom), Kathy Kallick, Sugar Hill Records 3833 CD
- 1995 Sweet Little Mysteries: The Island Anthology, John Martyn, PolyGram Records 522245 CD
- 1995 The Guv’nor Vol. 2 (playing with Albion), HTD Records HTDCD29 CD; Castle Music America CMACD546 CD (1996)[21]
- 1996 John Barleycorn, John Renbourn, Edsel Records EDCD472 CD
- 1996 I Bid You Goodnight, Any Old Time String Band, Arhoolie 433 CD[22]
- 1996 Lost Sessions, John Renbourn, Edsel Records UK ED490 CD
- 1997 So Clear, John Renbourn, Recall SMD CD 152 CD
- 1998 Stories The Crow Told Me, John Cohen, Acoustic Disc 34 CD
- 1999 Stroll On Revisited, Steve Ashley, Market Square 104 CD
- 1999 Sam Chatmon 1970-1974, Sam Chatmon, Flyright Records FLY CD 63 CD[23]
- 2000 Acoustic Disc 100% Handmade Music Vol. 5, with Jody Stecher & John Cohen, Acoustic Disc 40 CD[24]
- 2000 The Best Of Richard And Linda Thompson: The Island Record Years, Richard Thompson, Island IMCD 270/542456-2[25]
- 2000 Winters Dance, Golden Bough, Arc Music EUCD 1046 CD
- 2002 Songs Of Scotland, Golden Bough, Arc Music GB221 CD[26]
- 2002 Too Bad For Heaven, Too Good For Hell, Craicmore, Kilts On Productions KOPC002 CD
- 2003 Shapeshifter, Tempest, Magna Carta MA-9066-2 CD
- 2004 Accept No Imitations, Stuart Rosh and The Geniuses, Winged Flight 1001 CD
- 2004 15th Anniversary Collection, Tempest, Magna Carta MA-1503-0 CD
- 2004 Journey Through The British Isles, Michael Bannett, Crescendo Music Productions 5637216606 CD
- 2006 Golden Bough Live: 25th Anniversary Reunion Concert, Golden Bough, Arc Music EUCD 2008 CD[27]
- 2007 Lief’s Birthday Bash, Tempest, Golden Bough, Caliban, Magna Carta MA-9093-2 CD[28]
- 2008 Prime Cuts, Tempest, Magna Carta MA-1014-2 CD / DVD[29]
- 2008 Berkeley In The 1960s, Dr. Humbead’s New Tranquility String Band, Field Recorders Collective FRC609 CD[30] (recorded 1970)
- 2009 50 Years: Where Do You Come From, Where Do You Go?, The New Lost City Ramblers, Smithsonian Folkways Recordings SFW40180 CD[31]
- 2009 Country Hai East Cotton, Hiss Golden Messenger, Heaven & Earth Magic Recording Co[32]
- 2009 So Far So Good, Rory McNamara, CD Baby 356607 CD[33]
- 2009 Walking On A Wire 1968-2009, Richard Thompson, Shout! Factory 826663-11087 CD[34]
- 2009 Meet On The Ledge: An Island Records Folk-Rock Anthology, John Martyn, Island 531 834-1 CD[35]
- 2009 Old Time Music Collection, Volume 1 (with John Cohen & Jody Stecher), Acoustic Disc ACD-AO-50011 CD[36]
- 2011 Live At The Art House, Wayde Blair, CD Baby 195982[37]
- 2013 They Played For Us: Arhoolie Records 50th Anniversary Celebration, Arhoolie 540 CD[38]